# En opolitisk mans betraktelser
En opolitisk mans betraktelser (originalets titel: Betrachtungen eines Unpolitischen) är en bok av Thomas Mann som kom ut på S. Fischer Verlag 1918. En svensk översättning av Urban Lindström och Per Landin gavs ut av Atlantis förlag 2011.